# Gertrud Lodahl

Gertrud Lodahl

Gertrud Lodahl (* 28. Januar 1878 in Berlin; † 17. März 1930) war eine deutsche Politikerin (SPD).

## Leben und Wirken
Gertrud Lodahl entstammte einer Berliner Arbeiterfamilie. Nach dem Besuch der Volksschule in Berlin arbeitete sie erst als Kindermädchen, später als Hilfsarbeiterin im Buchdruckgewerbe. Um 1895 trat Lodahl in die Sozialdemokratische Partei Deutschlands (SPD) und in die Gewerkschaft ein, in der sie sich bis in die 1920er Jahre organisatorisch und rednerisch engagierte. 1895 wurde sie Vorstandsmitglied des Berliner Buchdruckereihilfsarbeiterverbandes. Als Redakteurin von Tageszeitungen und Zeitschriften der SPD, der Gewerkschaft und des Genossenschaftswesen verfasste Lodahl zudem eine Reihe von Artikeln.
Nach ihrer Heirat war Lodahl im Konsumgenossenschaftswesen als ehrenamtliches Aufsichtsratsmitglied tätig. Während des Ersten Weltkrieges betätigte sie sich in der Kriegshilfe, in der Preisprüfungsstelle und im Beirat des Kriegsernährungsamtes.
Im Februar 1919 rückte Lodahl im Nachrückverfahren in die Weimarer Nationalversammlung ein, in der sie bis zum Zusammentritt des ersten regulären Reichstags der Weimarer Republik den Wahlkreis 8 (Posen) vertrat. Danach lebte sie bis zu ihrem Tod in Berlin-Köpenick.